# Стожков, Юрий Иванович
Юрий Иванович Стожков — российский космофизик, доктор физико-математических наук, профессор, лауреат Ленинской премии (1976).

## Биография
Родился 27 октября 1938 года.
Участник IX (1963—1965) и XIV (1968—1970) Советских антарктических экспедиций, инженер по космическим лучам.
С 1960 года работал в ФИАН на Долгопрудненской научной станции им. С. Н. Вернова, с 1974 по 2011 год её директор. С 2011 года главный научный сотрудник ФИАН.
По совместительству — профессор МФТИ.
В 1980 году защитил докторскую диссертацию:
- Модуляция космических лучей солнечной активностью и общим магнитным полем Солнца : диссертация … доктора физико-математических наук : 01.04.16. — Москва, 1980. — 244 с. : ил.

Под его руководством разработана и используется более 50 лет наземная и стратосферная аппаратура, регистрирующая потоки заряженных частиц в атмосфере от уровня моря до высот 30-35 км.
С его участием открыты новое явление в модуляции космических лучей — влияние общего магнитного поля Солнца на процессы распространения космических лучей в гелиосфере и новый эффект: в Галактике наблюдается существенный рост отношения потоков е+ к сумме потоков (е+ + е-) в области энергий Е  5 ГэВ (сотрудничество ПАМЕЛА).
Публикации:
- Физика грозовых облаков / В. И. Ермаков, Ю. И. Стожков. — М., 2004 (РИИС ФИАН). — 38 с. : ил.; 21 см. — (Препринт / Рос. акад. наук, Физ. ин-т им. П. Н. Лебедева (ФИАН).
- Долгопрудненской научной станции ФИАН — Лаборатории физики Солнца и космических лучей имени академика С. Н. Вернова — 70 лет [Текст] / Ю. И. Стожков. — Москва : ФИАН им. П. Н. Лебедева, 2016. — 28 с. : ил.; 21 см.

## Звания и награды
Ленинская премия (1976) — за стратосферные исследования вспышек космических лучей на Солнце и процессов солнечной модуляции галактических космических лучей. Награждён орденом «Знак Почёта».